# Philipp Pentke
Philipp Pentke (sinh ngày 1 tháng 5 năm 1985) là một cầu thủ bóng đá người Đức hiện thi đấu cho câu lạc bộ 1899 Hoffenheim tại Bundesliga.